# Старинки (Могилёвская область)
Старинки (бел. Старынкі) — деревня в Бобруйском районе Могилёвской области Беларуси. Входит в состав Горбацевичского сельсовета.

## География
Деревня находится в юго-западной части Могилёвской области, при автодороге Н-10084, на расстоянии приблизительно 12 километров (по прямой) к северо-западу от города Бобруйска, административного центра района. Абсолютная высота — 154 метра над уровнем моря. Площадь населённого пункта — 0,3415 км².

## История
Деревня известна с XIX века.
По состоянию на 1907 год, в Старинках имелось 28 дворов и проживало 269 человек. В административном отношении входила в состав Горбацевичской волости Бобруйского уезда Минской губернии.
До 20 ноября 2013 года входила в состав Осовского сельсовета.

## Население
По данным переписи 2019 года, в деревне проживало 14 человек.
| Год  | Население, человек |
| ---- | ------------------ |
| 1847 | 70                 |
| 1897 | ↗ 177              |
| 1907 | ↗ 269              |
| 1917 | ↗ 288              |
| 1926 | ↗ 310              |
| 1959 | ↘ 208              |
| 1970 | ↘ 178              |
| 1986 | ↘ 95               |
| 2007 | ↘ 33               |
| 2009 | ↘ 27               |
| 2019 | ↘ 14               |